# Санс, Елена
Елена Арманда Николаса Санс-и-Мартинес де Арисала (исп. Elena Armanda Nicolasa Sanz y Martínez de Arizala, обычно Елена Санс; 6 декабря 1844, Кастельон-де-ла-Плана — 24 декабря 1898, Париж) — испанская оперная певица, любовница короля Испании Альфонсо XII Умиротворителя.
Училась в школе для девочек в Леганесе, затем в Мадридской консерватории у Бальтасара Сальдони, занималась также у Мариано Падильи. В 1868 году дебютировала в Шамбери в партии Азучены («Трубадур» Джузеппе Верди). В 1876—1878 гг. пела на сцене парижской Оперы Гарнье, гастролировала по всему миру, в том числе в Санкт-Петербурге и на сцене миланской Ла Скала.
На рубеже 1870—1880-х гг. в Мадриде стала фавориткой короля — по одной из версий, благодаря протекции его матери королевы Изабеллы. Родила от короля двух сыновей — Альфонсо (1880—1970) и Фернандо (1881—1922). Под давлением двора покинула Испанию и обосновалась в Париже; умерший в 1885 году король так и не признал своих детей.